# Коефіцієнт анізотропії пласта
Коефіцієнт анізотропії пласта (рос. коэффициент анизотропии пласта; англ. anisotropic factor [according to bed permeability]; нім. Anisotropiefaktor m — у гідрогеології — квадратний корінь із відношення коефіцієнтів проникностей пласта впоперек kв і вздовж простягання kг (у вертикальному і горизонтальному напрямах): К = (кв/кг)0,5 .